# Sieben Faulen

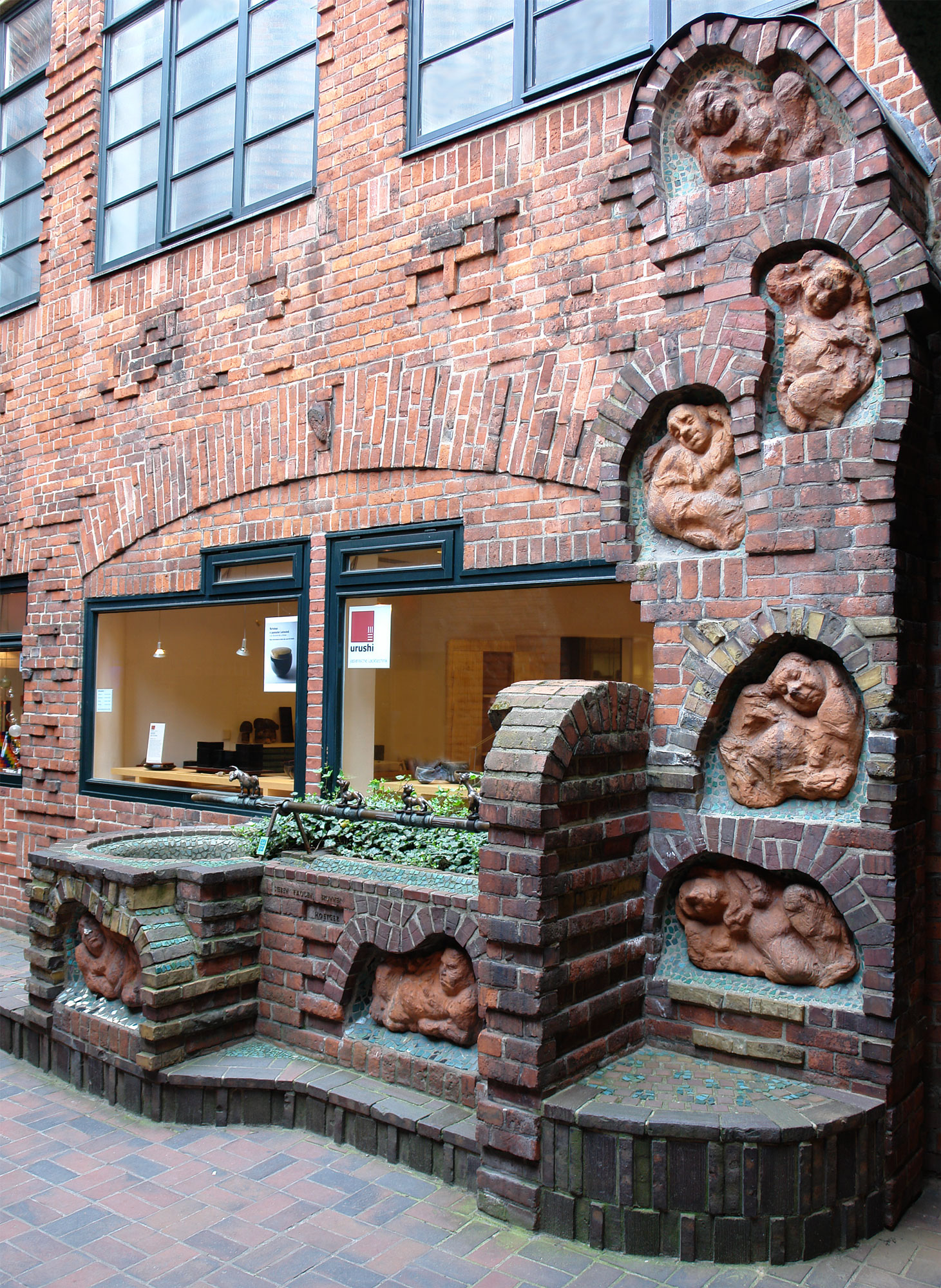
Sieben-Faulen-Brunnen von Hoetger

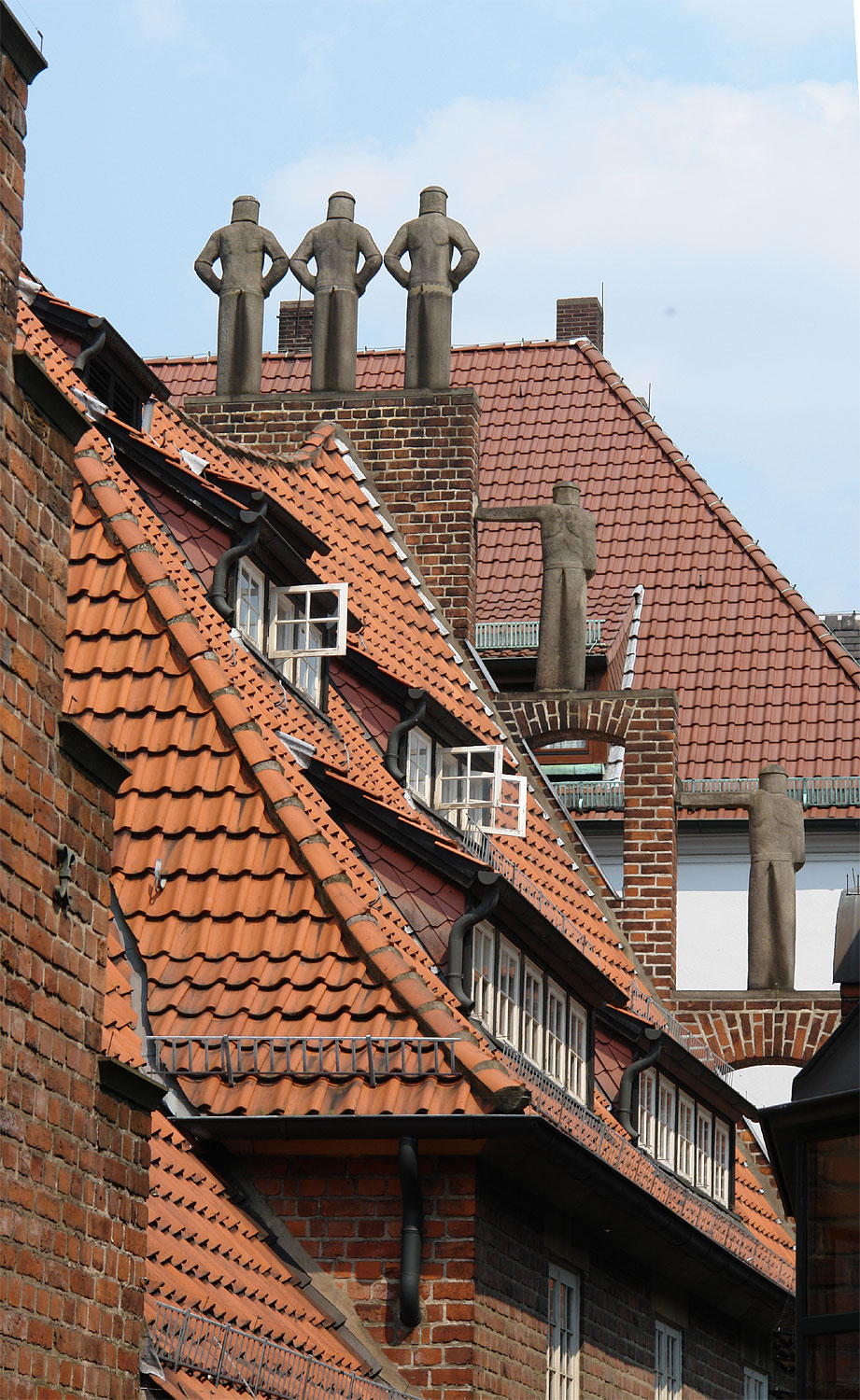
Haus der Sieben Faulen

Die Legende der Sieben Faulen stammt von dem Bremer Volksmärchen-Schriftsteller Friedrich Wagenfeld (1810–1846). Die Legende erzählt von sieben faulen Söhnen eines armen Bauern, die in die Welt hinausziehen und mit innovativen Ideen zurückkommen. An die Brüder erinnern der Sieben-Faulen-Brunnen von Bernhard Hoetger und die Figuren von Aloys Röhr auf dem Haus der Sieben Faulen in der Bremer Böttcherstraße.

## Geschichte
Die Geschichte erzählt von einem Mann, der vor der Stadt große Ländereien besaß. Die Felder brachten aber wenig Ertrag, weil sie entweder so sandig und trocken waren, so dass der Kohl darauf verdorrte, oder sie waren so sumpfig, dass die Heuernte nicht für eine Kuh reichte und er sich mit einer Ziege begnügen musste. Seine sieben Söhne waren alle kräftig und einer größer als der andere, aber sie hatten keine Lust zum Arbeiten und wurden wegen ihres Müßiggangs von den Nachbarn die sieben Faulen genannt. Um sich, wie ihre Altersgenossen, etwas Geld zu verdienen, beschlossen sie eines Tages, ihre Dienste den Bremern anzubieten. Aber sie waren in der Stadt als faul bekannt und keiner wollte ihnen Arbeit geben. So verließen sie gemeinsam die Stadt.
Als die Brüder nach Jahren aus fernen Landen zurückkamen, begannen sie auf den elterlichen Feldern zu arbeiten und das Gelernte anzuwenden. Sie zogen Gräben, um die Felder zu entwässern, bauten einen Damm zur Weser hin, um Hochwasser abzuwehren, befestigten einen Weg und bauten sich daneben Häuser und gruben schließlich noch einen Brunnen. Die erstaunten Nachbarn aber sagten: „Die sind nur zu faul auf den nassen Feldern zu arbeiten, das auf den matschigen Wegen beschmutzte Schuhwerk zu reinigen und das Wasser aus der Weser zu holen.“

## Lage
Wagenfeld legt seine Geschichte in jenes Gebiet, auf dem bereits im 13. Jahrhundert die Stephansstadt, heute „Stephaniviertel“ mit ihrer Faulenstraße außerhalb des befestigten Bremer Stadtkerns stand – in das heute so genannte Faulenquartier. Besiedelt war das Gebiet (auch „krumme Stadt“) von Schiffern, Fischern und Handwerkern der wachsenden Stadt Bremen. Der Straßenname Faulenstraße leitet sich historisch wahrscheinlich von der mittelalterlichen bzw. niederdeutschen Bezeichnung für feucht, faulig, sumpfig (fuhle) ab. Der Zustand des unbefestigten Weges war schlecht, und so erlaubte man Tagedieben, ihre Häuser dorthin zu bauen, damit sie die Straße befestigten – so die unbelegte Überlieferung.